# Pel·lícula de culte

The rocky horror picture show és considerada com la primera película de culte

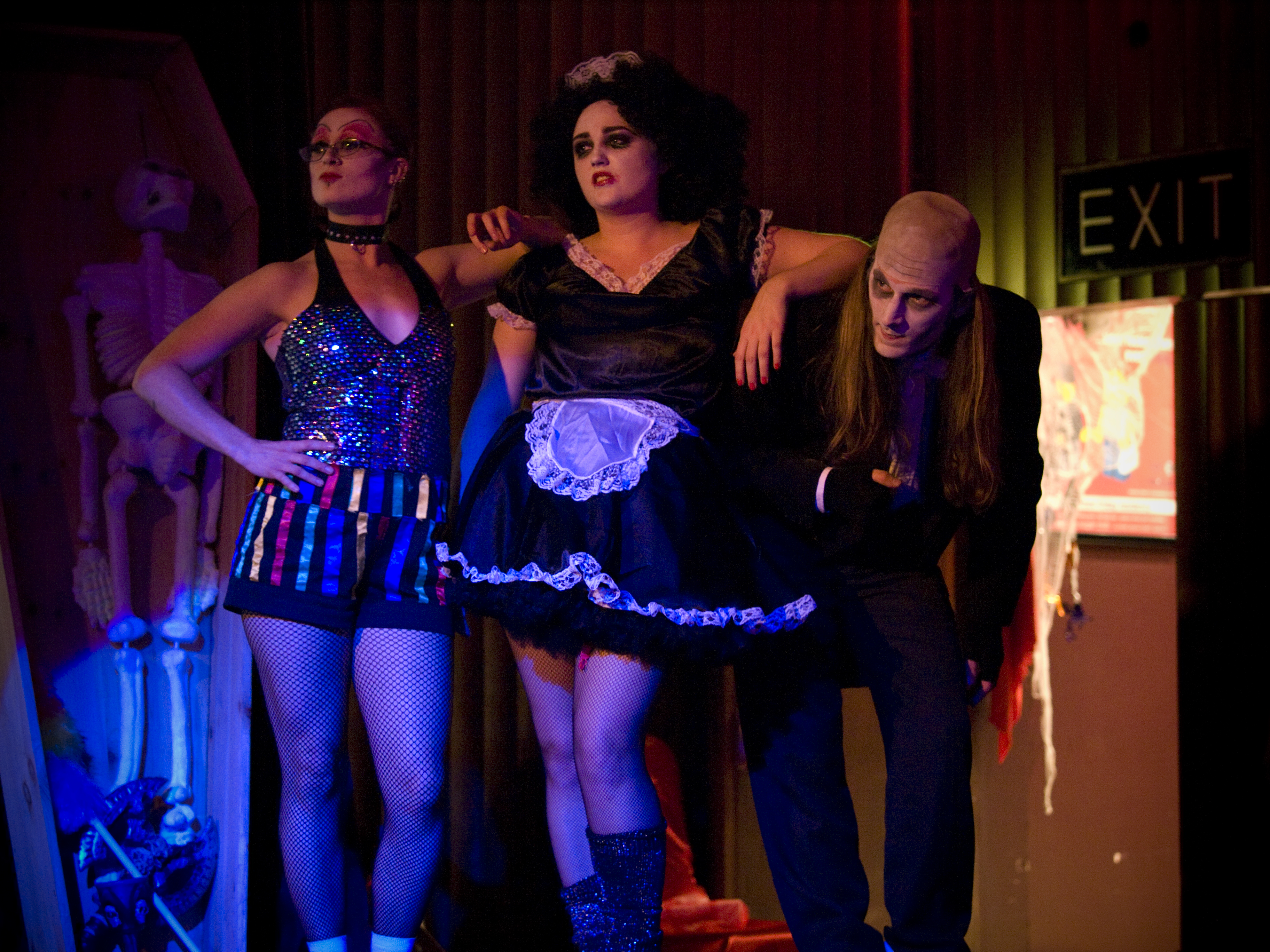

Una pel·lícula de culte és una pel·lícula generalment original que ha aconseguit un grup de seguidors devots o aquella que continua sent popular amb el pas dels anys. El terme no designa ni un gènere en el sentit propi, ni una qualitat estètica, però qualifica una pel·lícula en funció de la manera particular com és rebuda pel públic o una part del públic. Amb freqüència la pel·lícula no arriba a assolir l'èxit en la seva estrena, encara que no sempre és el cas. Una pel·lícula de culte té un grup d'admiradors, i és en general una pel·lícula que «o bé s'estima, o bé es detesta», però amb aquestes propietats no n'hi ha prou per definir-la completament. Una pel·lícula assoleix l'estatus de ser considerada de culte a causa de la relació del públic amb la pel·lícula. Això fa que sigui difícil qualificar una pel·lícula com de culte; un èxit continuat entre un conjunt d'aficionats al cinema molts anys després de l'estrena original de la pel·lícula és el factor clau d'aquesta definició.
Moltes pel·lícules de culte són de terror o ciència-ficció.
La pel·lícula del 1975 The Rocky Horror Picture Show (que combina elements de ficció científica, terror, transvestisme, incest i homosexualitat alhora que, de forma extraordinària, és un musical) és considerada per molts com la primera pel·lícula de culte.

## Visió general
El terme «pel·lícula de culte» va aparèixer per primera vegada al llibre de Danny Peary, Cult Movies i no ha deixat de ser utilitzat fins avui, i ben sovint en sentits deformats respecte al sentit original. Una pel·lícula de culte és una pel·lícula que ha acabat reunint al seu voltant un públic més aviat reduït d'admiradors, fidels i fins i tot fanàtics. És una pel·lícula que pot ser font de fascinació, d'obsessió, i al seu voltant es pot construir una cultura secundària.
Les pel·lícules considerades de culte tenen habitualment un interès restringit però molt particular. Tenen sovint la reputació de ser obres excèntriques, que no obeeixen a les regles del cinema tradicional, que recorre, per exemple, a tècniques narratives i de realització fora dels «cànons» habituals del cinema, o que exploren temes considerats com marginals. Alguns films de culte són condemnats a un èxit confinat, sobretot certes pel·lícules dolentes, el cercle d'admiradors de les quals serà sempre reduït. Alguns han aconseguit, tanmateix, guanyar des de la seva estrena un reconeixement popular i de vegades fins i tot de la crítica. Altres han superat el seu estatut «de culte» i han acabat sent reconeguts plenament com a clàssics.
En molts casos, les pel·lícules de culte han estat fracassos en el moment de la seva estrena. Fins i tot si han continuat al cartell un cert temps, algunes pel·lícules han pogut trobar una popularitat duradora gràcies a la seva difusió en altres canals com televisió o internet o altres suports: cassets, vídeo, laserdiscs, dvd, etc. Algunes poden trobar llavors un èxit que no havien conegut en el moment de la seva estrena, que pot conduir a la prolongació de la seva explotació i a l'augment del nombre de còpies posades en circulació. Per exemple, la pel·lícula Que bonic que és viure (1946), de Frank Capra, va trobar la seva popularitat en vídeo mentre que la seva explotació en sala havia estat un fracàs. Harold i Maude de Hal Ashby, malgrat que no va aconseguir gaire recaptació a la seva estrena en el cinema el 1971, ha esdevingut un èxit i també un fenomen de culte, després sortir n televisió i en vídeo. Més recentment, es poden citar els exemples de El gran Lebowski (1998) de Joel i Ethan Coen i de Office Space de Mike Judge, un fracàs en la seva estrena, però que el boca-orella va transformar en èxit del lloguer de vídeo.
Un bon nombre de pel·lícules de culte són al començament produccions independents de les quals els creadors no esperen generalment trobar un gran èxit de públic: Carnival of Souls (1962) de Herk Harvey, Night of the Leaving Dead (1968) de George A. Romero, Pink Flamingos (1972) de John Waters, Basket Case (1982) de Frank Henenlotter, Possessió infernal (1981) i les seves dues continuacions, realitzats per Sam Raimi, o encara Eraserhead (1977) de David Lynch són pel·lícules independents que han esdevingut pel·lícules de culte.
Una pel·lícula produïda per un gran estudi també es pot convertir en una pel·lícula de culte, en particular si, malgrat la seva naturalesa comercial, el seu èxit tant en sales com en el mercat del vídeo ha estat fluix però ha estat venerat per un petit nombre de seguidors que busquen les seves perles cinematogràfiques. És el cas per exemple de Freddy Got Fingered (2001) de Tom Green. Igualment, el contingut d'alguns films d'assumptes foscos, estranys, de transgressió, o d'altres temàtiques pròpies de suscitar controvèrsia poden ser determinants en el fet que una pel·lícula esdevingui de culte. De vegades, l'acceptació del públic d'una pel·lícula de culte difereix una mica del que els seus productors preveien. Per exemple, la pel·lícula de gran pressupost Showgirls (1995), de Paul Verhoeven, on el sexe és omnipresent i que era en un inici concebuda com un drama que descriu la carrera d'una noia que fa striptease a Las Vegas, va ser un fracàs complet a la seva estrena, tant per la crítica com pel públic. La pel·lícula és avui l'una de les preferides del públic homosexual i és vista com una comèdia. Segons l'escriptora Naomi Klein, el punt divertit de la pel·lícula ha aparegut en l'explotació del vídeo, sense que els comercials de MGM tinguessin al cap explotar aquesta idea. MGM es va fixar que el títol tenia un cert èxit en vídeo, ja que «la gent entre vint i trenta anys havien posat en marxa nits Showgirls, iròniques, en el transcurs de les quals es divertien, enfotent-se del guió tan fluix com improbable de la pel·lícula i fent crits de terror en el moment de les escenes de relacions sexuals "aeròbiques"»
Certes pel·lícules, encara que hagin recollit crítiques massivament positives i hagin estat èxits de recaptació, són, tanmateix, considerades com de culte. Tenim un exemple en la visió del futur sinistra, pertorbadora i ultraviolenta oferta per Stanley Kubrick a La taronja mecànica (A Clockwork Orange, 1971), una pel·lícula que va ser coronada amb diversos premis i nominada per a quatre Oscars, entre els quals el de la millor pel·lícula. Altres exemples: 2001: una odissea de l'espai (2001: A Space Odyssey, 1968), de Stanley Kubrick igualment, Taxi Driver, (1976) de Martin Scorsese, Apocalypse Now (1979) de Francis Ford Coppola, Blade Runner (1982) de Ridley Scott, Vellut blau (1986) de David Lynch, o Pulp Fiction (1994) de Quentin Tarantino. De vegades, hi ha pel·lícules que esdevenen de culte perquè s'han avançat al seu temps i troben un públic d'admiradors tardanament una vegada que la seva originalitat està reconeguda; és el cas del Fantasia (1940) dels estudis Walt Disney.

## Títols d'algunes pel·lícules de culte
- 2001: una odissea de l'espai
- La taronja mecànica
- Akira
- Algú va volar sobre el niu del cucut
- Alien
- Amenaça a l'ombra
- Apocalypse Now
- Arizona Baby
- Attack of the Killer Tomatoes!
- Bad Taste
- Battle Royale
- Blade Runner
- Blow-Up
- Brazil (pel·lícula)
- Casablanca
- Cinema Paradiso
- Ciutadà Kane
- Clerks
- Clínicament morta (Braindead)
- Conan el Bàrbar
- Cronos
- Dead Man
- Dark City
- Die Nibelungen
- Dogma
- Donnie Darko
- Dune
- Easy Rider
- El bo, el lleig i el dolent
- El cub
- El gran Lebowski
- El jove Frankenstein
- El Padrí
- El silenci dels anyells
- El topo
- Equilibrium
- Fight Club
- Fira d'ànimes
- Grindhouse
- Glen o Glenda
- Gummo
- Hard Boiled
- Inland Empire
- Invasion of the Body Snatchers
- Ken Park
- Kill Bill
- L'exorcista
- L'uccello dalle piume di cristallo
- Laberint
- La caiguda de la casa Usher
- Lola Rennt
- La matança de Texas
- La nit del caçador
- Night of the Living Dead
- La promesa del monstre
- Magical Mystery Tour
- Metropolis
- Mulholland Drive
- Pepi, Luci, Bom y otras chicas del montón
- Pla 9 des de l'espai
- Pink Flamingos
- Polyester
- Predator
- Repo! The genetic opera
- Possessió infernal
- Psicosi
- Pulp Fiction
- Reservoir Dogs
- Río Bravo
- Santa sangre
- Scarface
- 7th Heaven
- Shichinin no samurai
- Star Wars
- Suspiria
- Taxi Driver
- The Beyond
- The Fountainhead
- The Shining
- The War of the Worlds
- The Warriors
- The Wicker man
- The Rocky Horror Picture Show
- The Watcher in the Woods
- Trainspotting
- Vellut blau
- Waking Life

## Directors de cinema de culte
- Abel Ferrara
- Andrei Tarkovski
- Akira Kurosawa
- Alejandro Jodorowsky
- Alex Cox
- Andy Warhol
- Bill Plympton
- Brian De Palma
- Cristian Rodriguez
- Dario Argento
- Darren Aronofsky
- David Cronenberg
- David Fincher
- David Lynch
- Derek Jarman
- Ed Wood
- George A. Romero
- Guillermo del Toro
- Hal Hartley
- Ingmar Bergman
- Iván Zulueta
- Jacques Tati
- Jaume Balagueró
- Jean Vigo
- Jesús Franco Manera
- Joel Coen
- John Carpenter
- John Cassavetes
- Lucio Fulci
- John Hough
- John Sayles
- John Waters
- John Woo
- Jörg Buttgereit
- Ken Russell
- Kenneth Anger
- Kevin Smith
- Larry Clark
- Luc Besson
- Luis Buñuel
- Martin Scorsese
- Nanni Moretti
- Nicolas Roeg
- Paul Morrissey
- Peter Jackson
- Quentin Tarantino
- Rainer Werner Fassbinder
- Ralph Bakshi
- Ridley Scott
- Rob Reiner
- Rob Zombie
- Roger Corman
- Russ Meyer
- Sam Raimi
- Sergio Leone
- Serguéi Eisenstein
- Spike Lee
- Stanley Kubrick
- Takashi Miike
- Terry Gilliam
- Tim Burton
- Tom Tykwer
- Víctor Erice
- Walter Hill
- Werner Herzog
- Woody Allen